# Olethrius villosus
Olethrius villosus är en skalbaggsart som beskrevs av Dillon 1952. Olethrius villosus ingår i släktet Olethrius och familjen långhorningar.
Artens utbredningsområde är Fiji. Inga underarter finns listade i Catalogue of Life.